# Jules Joseph d’Anethan

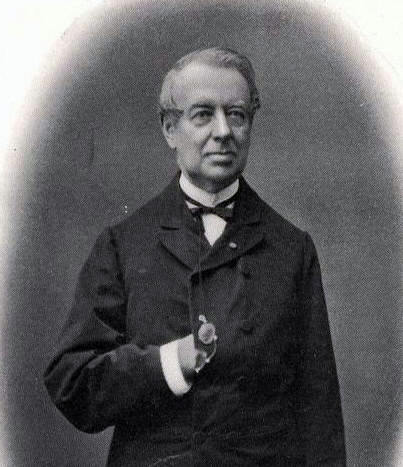
Jules Joseph d’Anethan

Jules Joseph Baron d’Anethan (* 23. April 1803 in Brüssel; † 8. Oktober 1888 ebenda) war ein belgischer Staatsmann.

## Leben
D’Anethan studierte die Rechte an der Reichsuniversität Löwen. Er trat in den Staatsjustizdienst, wurde 1826 Staatsanwalt-Substitut in Courtrai, 1831 königlicher Prokurator und 1836 Generaladvokat am Appellhof in Brüssel. Am 16. August 1843 wurde er im klerikalen Ministerium Jean-Baptiste Nothomb Justizminister und blieb dies auch unter Sylvain van de Weyer und Barthélémy de Theux de Meylandt, bis im August 1847 die Liberalen an die Macht kamen. Bereits seit 1844 vertrat er Löwen in der Deputiertenkammer, wo er zur klerikalen Partei gehörte. 1849 wurde er zum Senator von Thielt gewählt. Nachdem das liberale Kabinett von Walthère Frère-Orban am 2. Juli 1870 zurückgetreten war, wurde d’Anethan mit der Bildung einer klerikalen Regierung betraut, in der er als belgischer Premierminister und gleichzeitig als Außenminister amtierte. Die Seele dieses Kabinetts war indessen nicht er, sondern Jules Malou. Durch seine Haltung im Deutsch-Französischen Krieg von 1870/71 erwarb sich d’Anethan den Ruf eines besonnenen Staatsmanns. Als der Bankrott André Langrand-Dumonceaus die klerikale Partei und besonders einige Schützlinge d’Anethans, wie den Gouverneur von Limburg, Pieter de Decker, arg kompromittierte, musste d’Anethan mit seinem Ministerium am 7. Dezember 1871 zurücktreten. Im Juli 1884 wurde er zum Präsidenten des Senats gewählt und behielt diese Stellung bis zum August 1885. Danach zog er sich zurück.
Sein Sohn Auguste d’Anethan (1829–1906) wurde in 1875 zum Gesandten beim päpstlichen Stuhl ernannt. Diesen Posten verlor er 1880, als die belgische Regierung die diplomatischen Beziehungen zum Vatikan abbrach.
Dieser Artikel basiert auf einem gemeinfreien Text aus Meyers Konversations-Lexikon, 4. Auflage von 1888 bis 1890.
| Personendaten    | Personendaten                                      |
| ---------------- | -------------------------------------------------- |
| NAME             | d’Anethan, Jules Joseph                            |
| ALTERNATIVNAMEN  | d’Anethan, Jules Joseph Baron (vollständiger Name) |
| KURZBESCHREIBUNG | belgischer Staatsmann                              |
| GEBURTSDATUM     | 23. April 1803                                     |
| GEBURTSORT       | Brüssel                                            |
| STERBEDATUM      | 8. Oktober 1888                                    |
| STERBEORT        | Brüssel                                            |